# Altpreußisches Dragonerregiment D XIII
Das Altpreußische Dragoner-Regiment Nr. 13 bestand von 1802 bis 1807 und lag in Prszanicz, Mława, Myszyniec, Kolno und Scuczyn in Garnison.

## Formation
Im Jahr 1793 wurde unter Friedrich Wilhelm II. ein Danziger Dragoner-Eskadron unter dem Oberst Jakob von Zülow errichtet. Das Personal wurde aus bereits bestehenden Kavallerie-Regimentern rekrutiert.
Nach Allerhöchste Cabinets Ordre vom 16. Februar 1802 bildete dieses Regiment den Stamm des neuerrichteten Dragoner-Regiments Nr. 13, komplettiert wurde das Regiment durch Abgaben aus allen Dragoner- und Kürassier-Regimentern der Armee.
Während des Vierten Koalitionskriegs desertierten viele polnische Angehörige. So bestand im Jahr 1807 das Regiment nur noch aus: 17 Offizieren , 46 Unteroffizieren, 3 Trompetern, 4 Chirurgen, 5 Fahnenschmieden und 89 Mann sowie 159 Pferden.
Am 16. Oktober 1807 wurde das Regiment via AKO zur Neuformation des Kürassier-Regiments Nr. 4 (vacant von Wagenfeld) verwendet.
Chef des Regiments war von 1803 bis zur Auflösung der General Hans Stephan von Rouquette. Als Kommandeur fungierte der damalige Oberst Eberhard Friedrich Fabian von Massenbach.

## Feldzüge
Das Regiment nahm nur am Vierten Koalitionskrieg teil, wo es als Detachement Rouquette eingesetzt wurde. Alle Standarten des Regiments wurden 1807 gerettet und nach dem Krieg im Berliner Zeughaus abgegeben.
Es kämpfte am 14. November 1806 zwischen Scheidmühle und Bromberg sowie am 15. November bei Bromberg und eine Abteilung bei Schulitz. Ferner am 21. Januar 1807 bei Preußisch-Holland und am 8. Februar bei Preußisch Eylau sowie auf dem Rückzugsgefechten zwischen Marienwerder und Mewe am 11. Februar. Zuletzt nahm es noch vom 10. März bis zum 24. Mai an der Verteidigung von Danzig teil.